# Sterza
Lo Sterza è un torrente della Toscana affluente di sinistra del fiume Era a sua volta affluente dell'Arno.
Nasce dal Monte Vitalba nel comune di Chianni (PI) a 675 m. e si sfocia dopo 18 km in Era a Luna.